# Cayrac
Cayrac est une commune française située dans le centre du département de Tarn-et-Garonne, en région Occitanie.
Sur le plan historique et culturel, la commune est dans le Pays Montalbanais, correspondant à la partie méridionale du Quercy.
Exposée à un climat océanique altéré, elle est drainée par l'Aveyron, le ruisseau de la Mouline et par divers autres petits cours d'eau. La commune possède un patrimoine naturel remarquable : un site Natura 2000 (Les « vallées du Tarn, de l'Aveyron, du Viaur, de l'Agout et du Gijou »), un espace protégé (le « cours de la Garonne, de l'Aveyron, du Viaur et du Tarn ») et deux zones naturelles d'intérêt écologique, faunistique et floristique.
Cayrac est une commune rurale qui compte 562 habitants en 2022, après avoir connu une forte hausse de la population depuis 1962. Elle fait partie de l'aire d'attraction de Montauban. Ses habitants sont appelés les Cayracois ou  Cayracoises.

## Géographie

### Localisation
Commune située dans l'aire d'attraction de Montauban.

### Communes limitrophes
Les communes limitrophes sont  Albias, Bioule, Nègrepelisse et Réalville.
|        | Réalville    |        |
| Albias | Cayrac       | Bioule |
|        | Nègrepelisse |        |

### Hameaux et lieux-dits
La commune ne dispose pas d'un village à proprement parler mais d'un habitat plutôt dispersé.

### Hydrographie

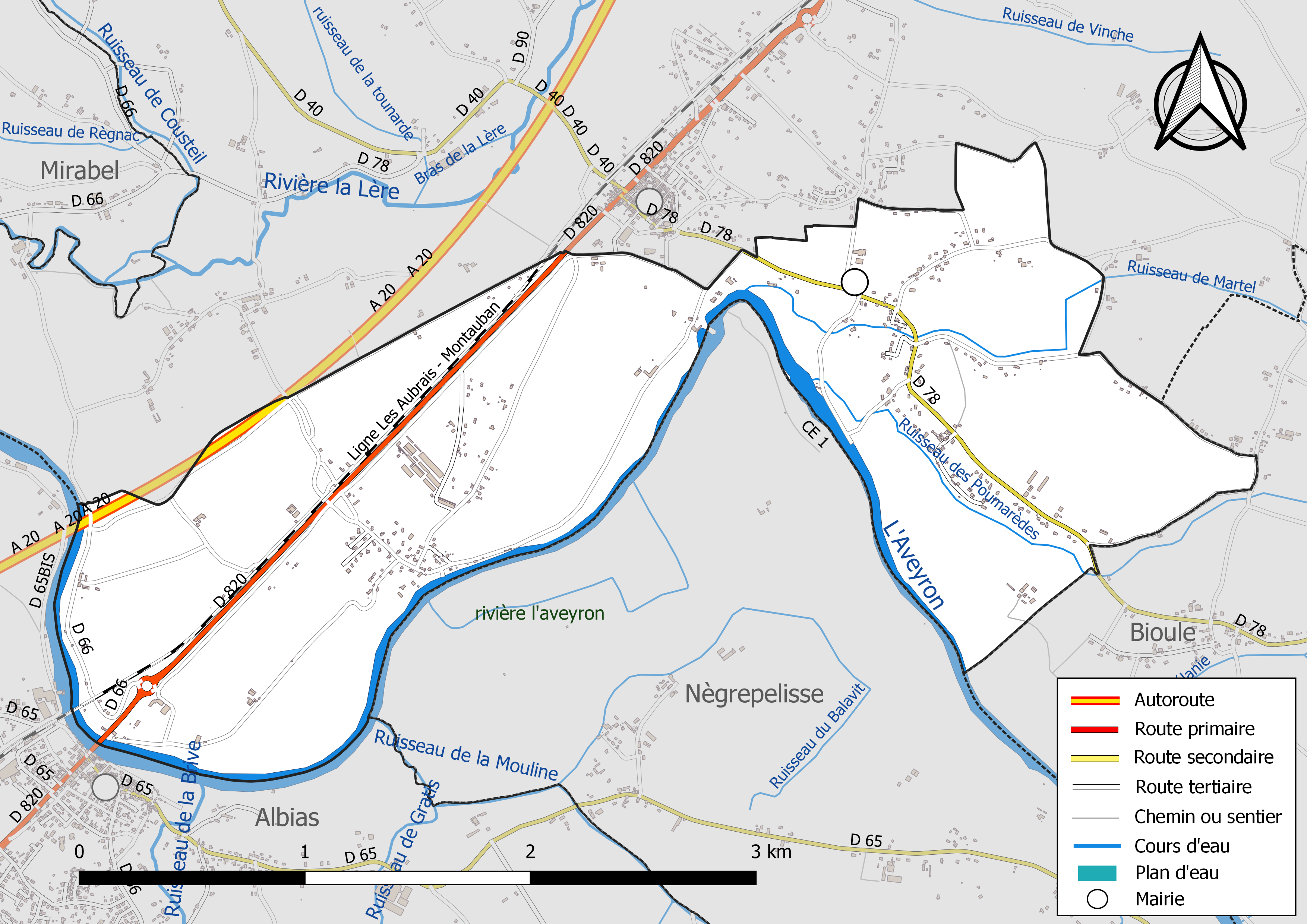
Réseaux hydrographique et routier de Cayrac.

La commune est dans le bassin versant de la Garonne, au sein du bassin hydrographique Adour-Garonne. Elle est drainée par l'Aveyron, le ruisseau de la Mouline, le ruisseau de Martel, le ruisseau des Poumarèdes et par un petit cours d'eau, constituant un réseau hydrographique de 9 km de longueur totale,.
L'Aveyron, d'une longueur totale de 291 km, prend sa source dans la commune de Sévérac d'Aveyron et s'écoule d'est en ouest. Il traverse la commune et se jette dans le Tarn à Barry-d'Islemade, après avoir traversé 60 communes.

### Climat
Pour des articles plus généraux, voir Climat de l'Occitanie et Climat de Tarn-et-Garonne.
En 2010, le climat de la commune est de type climat du Bassin du Sud-Ouest, selon une étude du Centre national de la recherche scientifique s'appuyant sur une série de données couvrant la période 1971-2000. En 2020, Météo-France publie une typologie des climats de la France métropolitaine dans laquelle la commune est exposée à un climat océanique altéré et est dans la région climatique Aquitaine, Gascogne, caractérisée par une pluviométrie abondante au printemps, modérée en automne, un faible ensoleillement au printemps, un été chaud (19,5 °C), des vents faibles, des brouillards fréquents en automne et en hiver et des orages fréquents en été (15 à 20 jours).
Pour la période 1971-2000, la température annuelle moyenne est de 13,2 °C, avec une amplitude thermique annuelle de 15,8 °C. Le cumul annuel moyen de précipitations est de 777 mm, avec 10,2 jours de précipitations en janvier et 5,6 jours en juillet. Pour la période 1991-2020, la température moyenne annuelle observée sur la station météorologique de Météo-France la plus proche, « Bioule », sur la commune de Bioule à 5 km à vol d'oiseau, est de 13,9 °C et le cumul annuel moyen de précipitations est de 737,9 mm. 
La température maximale relevée sur cette station est de 41,9 °C, atteinte le 26 août 2010 ; la température minimale est de −15,1 °C, atteinte le 6 février 2012,,.
Les paramètres climatiques de la commune ont été estimés pour le milieu du siècle (2041-2070) selon différents scénarios d'émission de gaz à effet de serre à partir des nouvelles projections climatiques de référence DRIAS-2020. Ils sont consultables sur un site dédié publié par Météo-France en novembre 2022.

### Milieux naturels et biodiversité

#### Espaces protégés
La protection réglementaire est le mode d’intervention le plus fort pour préserver des espaces naturels remarquables et leur biodiversité associée,.
Un  espace protégé est présent sur la commune : 
le « cours de la Garonne, de l'Aveyron, du Viaur et du Tarn », objet d'un arrêté de protection de biotope, d'une superficie de 1 262,3 ha.

#### Réseau Natura 2000

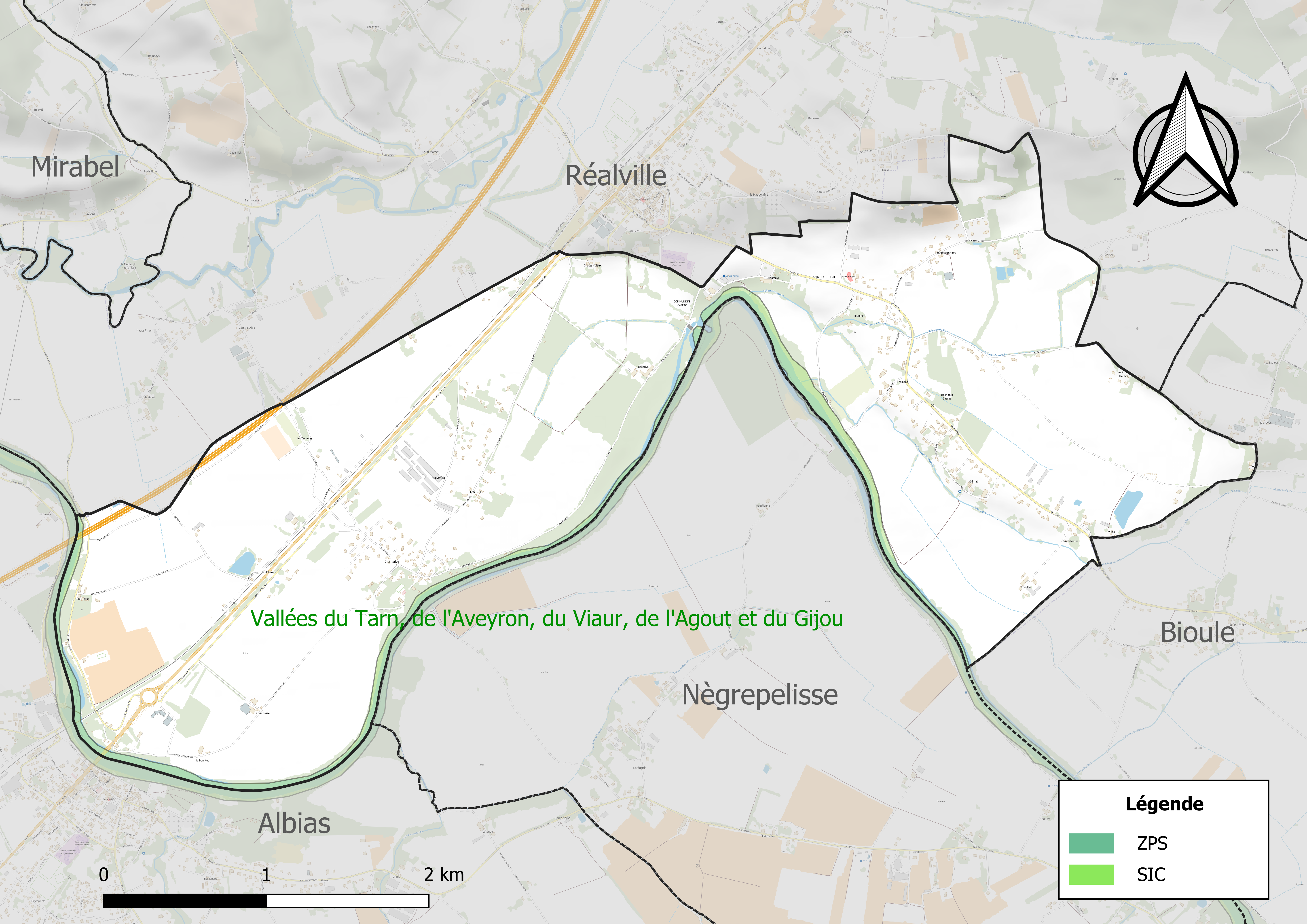
Site Natura 2000 sur le territoire communal.

Le réseau Natura 2000 est un réseau écologique européen de sites naturels d'intérêt écologique élaboré à partir des directives habitats et oiseaux, constitué de zones spéciales de conservation (ZSC) et de zones de protection spéciale (ZPS).
Un site Natura 2000 a été défini sur la commune au titre de la directive habitats : Les « vallées du Tarn, de l'Aveyron, du Viaur, de l'Agout et du Gijou », d'une superficie de 17 144 ha, s'étendant sur 136 communes dont 41 dans l'Aveyron, 8 en Haute-Garonne, 50 dans le Tarn et 37 dans le Tarn-et-Garonne. Elles présentent une très grande diversité d'habitats et d'espèces dans ce vaste réseau de cours d'eau et de gorges. La présence de la Loutre d'Europe et de la moule perlière d'eau douce est également d'un intérêt majeur.

#### Zones naturelles d'intérêt écologique, faunistique et floristique
L’inventaire des zones naturelles d'intérêt écologique, faunistique et floristique (ZNIEFF) a pour objectif de réaliser une couverture des zones les plus intéressantes sur le plan écologique, essentiellement dans la perspective d’améliorer la connaissance du patrimoine naturel national et de fournir aux différents décideurs un outil d’aide à la prise en compte de l’environnement dans l’aménagement du territoire.
Une ZNIEFF de type 1 est recensée sur la commune :
la « rivière Aveyron » (3 500 ha), couvrant 63 communes dont 38 dans l'Aveyron, cinq dans le Tarn et 20 dans le Tarn-et-Garonne et une ZNIEFF de type 2, : 
la « vallée de l' Aveyron » (14 644 ha), couvrant 68 communes dont 41 dans l'Aveyron, cinq dans le Tarn et 22 dans le Tarn-et-Garonne.

Carte des ZNIEFF de type 1 et 2 à Cayrac.
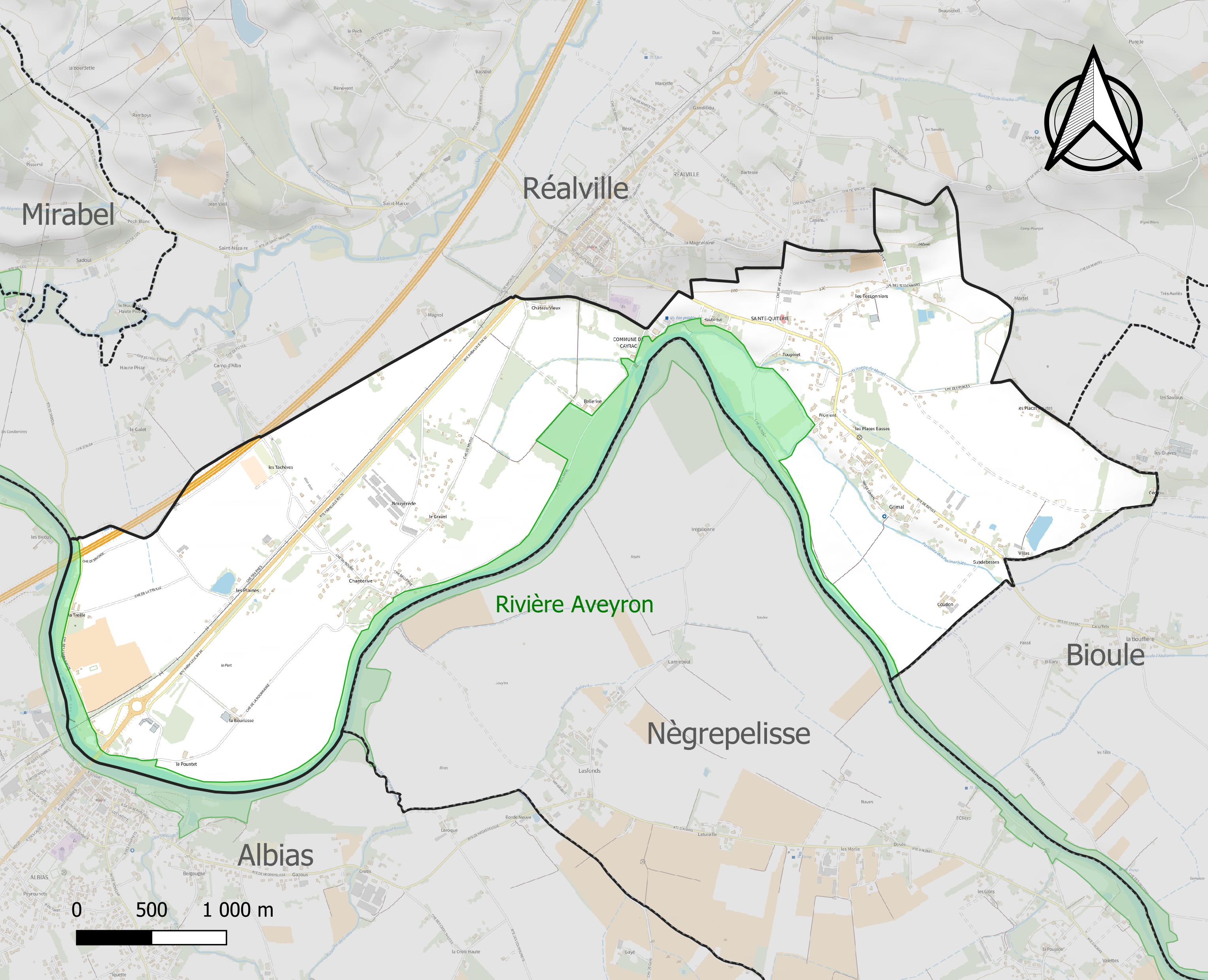
Carte de la ZNIEFF de type 1 sur la commune.
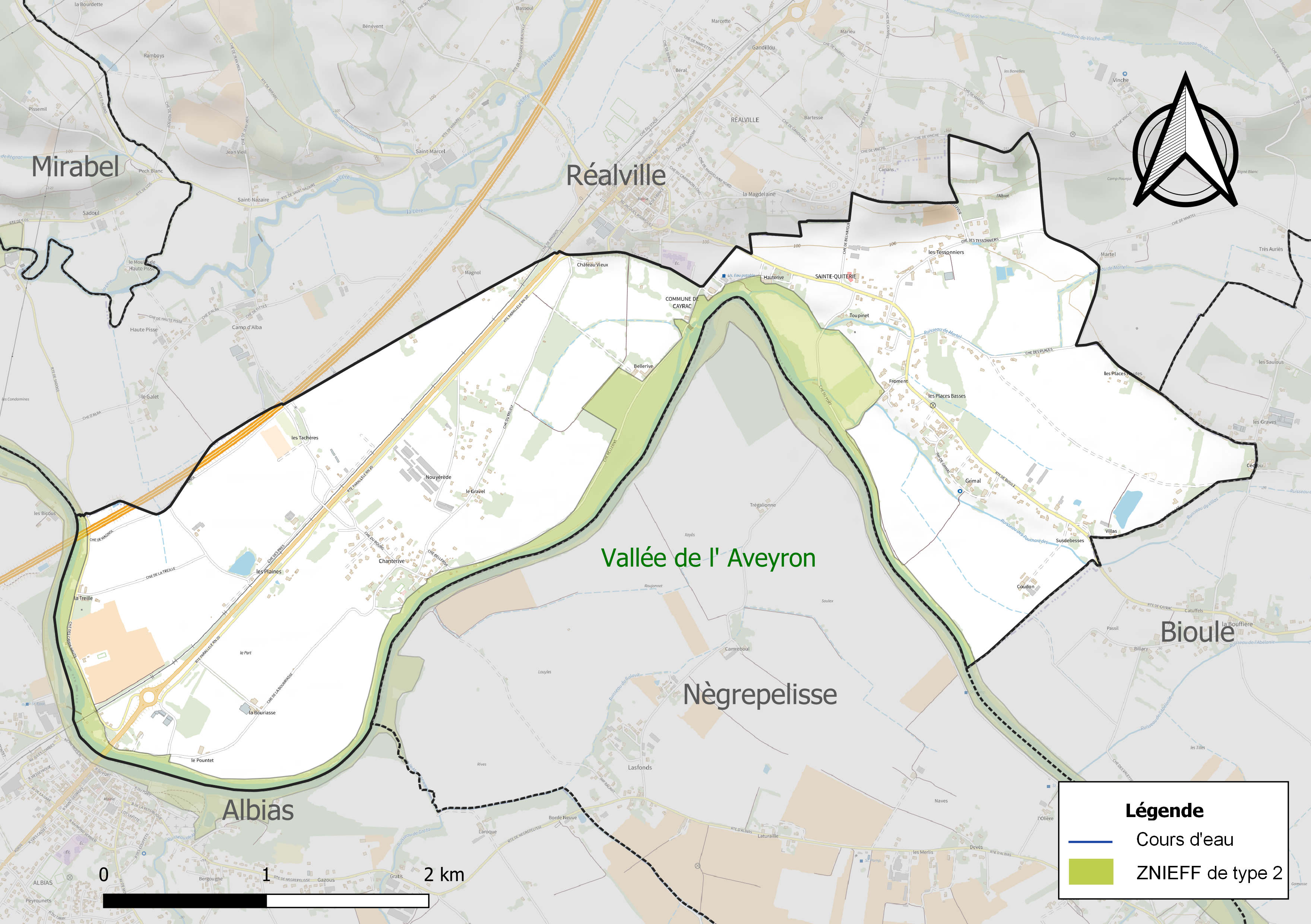
Carte de la ZNIEFF de type 2 sur la commune.

## Urbanisme

### Typologie
Au 1er janvier 2024, Cayrac est catégorisée commune rurale à habitat dispersé, selon la nouvelle grille communale de densité à sept niveaux définie par l'Insee en 2022.
Elle est située hors unité urbaine. Par ailleurs la commune fait partie de l'aire d'attraction de Montauban, dont elle est une commune de la couronne,. Cette aire, qui regroupe 50 communes, est catégorisée dans les aires de 50 000 à moins de 200 000 habitants,.

### Occupation des sols
L'occupation des sols de la commune, telle qu'elle ressort de la base de données européenne d’occupation biophysique des sols Corine Land Cover (CLC), est marquée par l'importance des territoires agricoles (89,7 % en 2018), en diminution par rapport à 1990 (100 %). La répartition détaillée en 2018 est la suivante : 
terres arables (47,7 %), zones agricoles hétérogènes (37,4 %), zones urbanisées (10,3 %), cultures permanentes (4,6 %). L'évolution de l’occupation des sols de la commune et de ses infrastructures peut être observée sur les différentes représentations cartographiques du territoire : la carte de Cassini (XVIIIe siècle), la carte d'état-major (1820-1866) et les cartes ou photos aériennes de l'IGN pour la période actuelle (1950 à aujourd'hui).

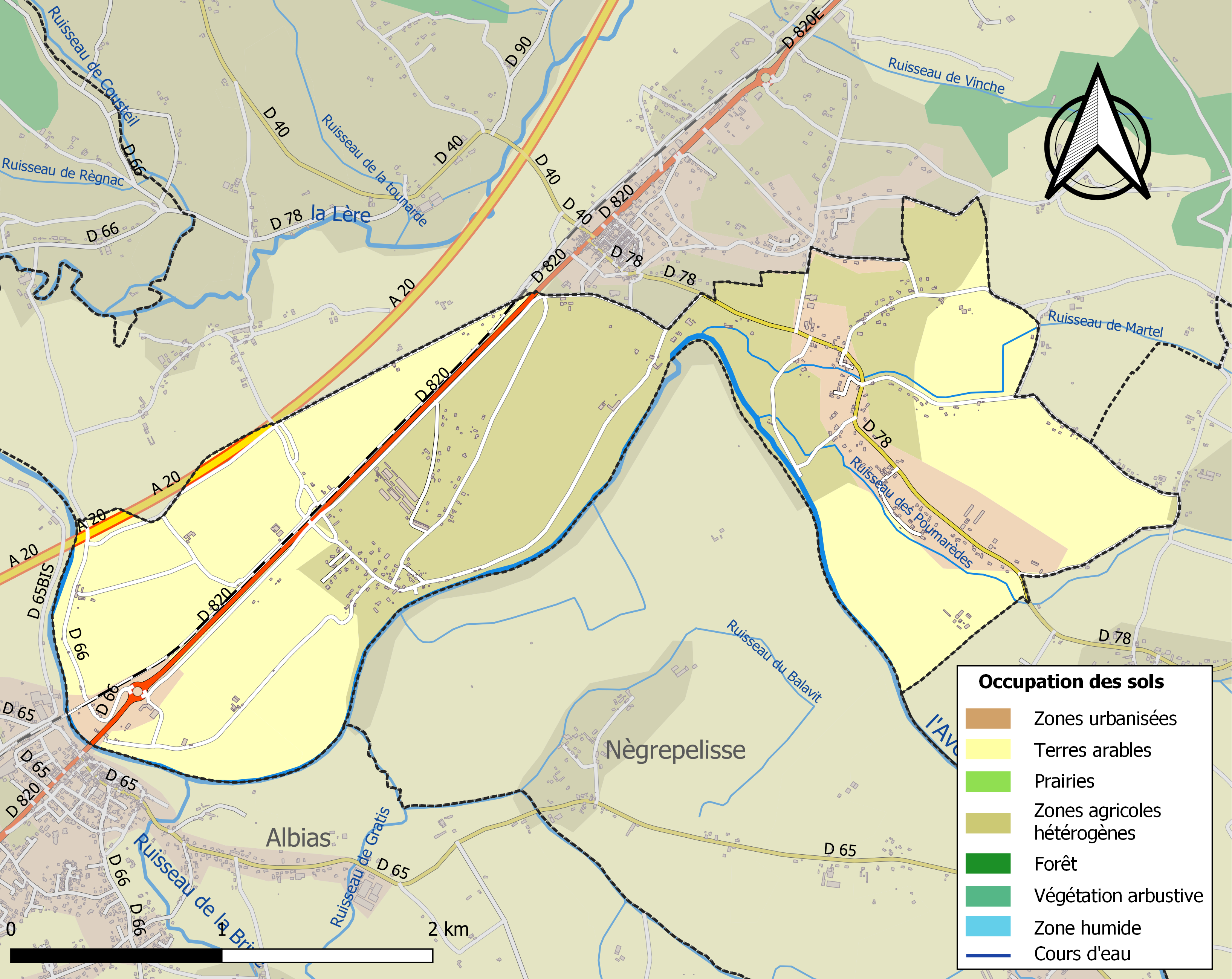
Carte des infrastructures et de l'occupation des sols de la commune en 2018 (CLC).

### Voies de communication et transports
Depuis l'antiquité, la commune est traversée par d'importantes voies de communication, essentiellement nord-sud. En effet, une portion de 30 mètres de la voie romaine reliant Tolosa (Toulouse) à Divona (Cahors) et remontant à la période augustéenne (Ier siècle après J.C.) a été retrouvée sur la commune au lieu-dit La Treille,,. La traversée de la rivière Aveyron se faisait au niveau de la ville antique de Cosa (à gué, via un pont ?) que les historiens et archéologues situent sur les deux rives de la rivière sur les lieux dits de Sainte Rafine et Cos respectivement sur les communes d'Albias et de Lamothe-Capdeville.
Cette voie était toujours utilisée lors de la création en 1310 de la bastide voisine Réalville. Dès le siècle précédent (XIIIe siècle), elle aurait servi à établir la répartition spatiale des droits des dîmes entre l'abbaye cistercienne de Saint Marcel (aujourd'hui sur la commune de Réalville) et le monastère de Cayrac. Cette limite aurait perduré à travers les âges et les différentes organisations administratives de l'ancien régime et républicaines pour constituer aujourd'hui la limite ouest de la commune de Cayrac avec celle de Réalville. Aujourd'hui, l'autoroute A20 reliant Vierzon et Montauban (la portion de l'autoroute concernant la commune a été mise en service en 1998) suit à peu près le tracé de cette route antique en ce qui concerne le tronçon longeant le territoire de la commune de Cayrac. Outre cette autoroute, la Départementale 820 (l'ancienne Route nationale 20, construite au milieu du XVIIIe siècle), la voie de chemin de fer reliant Paris à Montauban (construite en 1884), traversent également la commune. A noter que certains documents indiquent que la grande route rectiligne préfigurant la future Route Nationale 20, était empierrée de Caussade à Montauban (donc également sur la commune de Cayrac) et bordée d'arbres à la fin du XVIIIe et au début  XIXe siècle, créant, ce que l'on appelait à cette époque, un alignement. L'empierrement était loin d'être une généralité à cette époque et indique l'importance de cette voie de communication.
La commune de Cayrac est située sur le cours de l'Aveyron qui était navigable au Moyen Âge sur environ une quarantaine de kilomètres, de sa confluence avec le Tarn jusqu'à Saint Antonin. Cayrac était alors un port (avec Montricoux, Bioule, Nègrepelisse et Loubéjac, commune de L'Honor de Cos) qui drainait toutes les marchandises de Caussade et de ses environs. D'ailleurs au XVIe siècle, il semblerait que les droits générés par ce port étaient partagés à parts égales entre Cayrac, Réalville et Caussade. Les cartes du XIXe siècle place ce port sur la rive droite de l'Aveyron, sur la commune de Cayrac, juste en aval du coude qu'elle fait entre les lieux dits Hauterive et Bellerive. Outre les bois flottés, les marchandises transportées par l'Aveyron étaient plâtres, pierres à bâtir, cuirs, divers tissus et les prunes sèches. Les marchandises destinées à l'international allaient jusqu'à Bordeaux via la Garonne. La navigation sur l'Aveyron déclina avec la multiplication des chaussées en vue d'alimenter les moulins et l'échec des ingénieurs envoyés depuis le début XVIIe siècle (d'abord par Richelieu) en vue d’aménager son cours.

### Risques majeurs
Le territoire de la commune de Cayrac est vulnérable à différents aléas naturels : météorologiques (tempête, orage, neige, grand froid, canicule ou sécheresse), inondations, mouvements de terrains et séisme (sismicité très faible). Il est également exposé à deux risques technologiques, le transport de matières dangereuses et la rupture d'un barrage. Un site publié par le BRGM permet d'évaluer simplement et rapidement les risques d'un bien localisé soit par son adresse soit par le numéro de sa parcelle.

#### Risques naturels
Certaines parties du territoire communal sont susceptibles d’être affectées par le risque d’inondation par débordement de cours d'eau, notamment l'Aveyron. La cartographie des zones inondables en ex-Midi-Pyrénées réalisée dans le cadre du XIe Contrat de plan État-région, visant à informer les citoyens et les décideurs sur le risque d’inondation, est accessible sur le site de la DREAL Occitanie. La commune a été reconnue en état de catastrophe naturelle au titre des dommages causés par les inondations et coulées de boue survenues en 1982, 1999, 2003 et 2021,.
Cayrac est exposée au risque de feu de forêt. Le département de Tarn-et-Garonne présentant toutefois globalement un niveau d’aléa moyen à faible très localisé, aucun Plan départemental de protection des forêts contre les risques d’incendie de forêt (PFCIF) n'a été élaboré. Le débroussaillement aux abords des maisons constitue l’une des meilleures protections pour les particuliers contre le feu,.

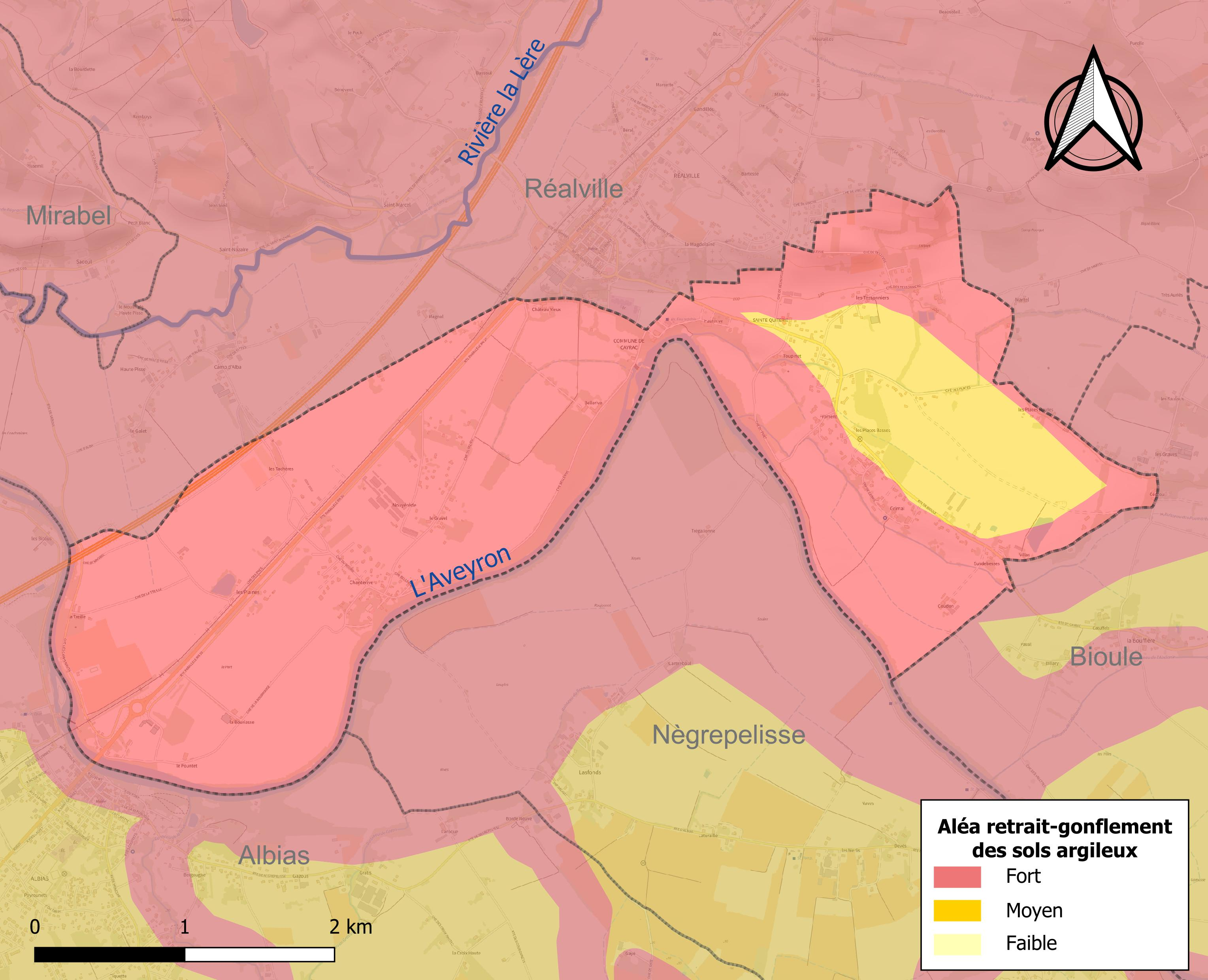
Carte des zones d'aléa retrait-gonflement des sols argileux de Cayrac.

Les mouvements de terrains susceptibles de se produire sur la commune sont des tassements différentiels.
Le retrait-gonflement des sols argileux est susceptible d'engendrer des dommages importants aux bâtiments en cas d’alternance de périodes de sécheresse et de pluie. La totalité de la commune est en aléa moyen ou fort (92 % au niveau départemental et 48,5 % au niveau national). Sur les 227 bâtiments dénombrés sur la commune en 2019, 227 sont en aléa moyen ou fort, soit 100 %, à comparer aux 96 % au niveau départemental et 54 % au niveau national. Une cartographie de l'exposition du territoire national au retrait gonflement des sols argileux est disponible sur le site du BRGM,.
Par ailleurs, afin de mieux appréhender le risque d’affaissement de terrain, l'inventaire national des cavités souterraines permet de localiser celles situées sur la commune.
Concernant les mouvements de terrains, la commune a été reconnue en état de catastrophe naturelle au titre des dommages causés par la sécheresse en 1992, 1999 et 2003, par des mouvements de terrain en 1999 et  et par des glissements et éboulements rocheux en 1994.

#### Risques technologiques
Le risque de transport de matières dangereuses sur la commune est lié à sa traversée par des infrastructures routières ou ferroviaires importantes ou la présence d'une canalisation de transport d'hydrocarbures. Un accident se produisant sur de telles infrastructures est susceptible d’avoir des effets graves sur les biens, les personnes ou l'environnement, selon la nature du matériau transporté. Des dispositions d’urbanisme peuvent être préconisées en conséquence.
La commune est en outre située en aval du barrage de Pareloup, un ouvrage de classe A dans l'Aveyron sur les rivières Aveyron et Viaur, disposant d'une retenue de 169 millions de mètres cubes. À ce titre elle est susceptible d’être touchée par l’onde de submersion consécutive à la rupture de cet ouvrage.

## Toponymie
Il existe deux principales hypothèses pour expliquer l'origine du nom de la commune. E. Nègre a répertorié deux différentes formes latines du nom associé au prieuré : la plus ancienne, Cairago, a été relevée dans l'Histoire Générale du Languedoc dans laquelle le testament de Raymond 1er, comte de Rouergue et marquis de Gothie, rédigé en 961, a été retranscrit. La seconde, plus tardive, Cayracus, se retrouve dans un ouvrage décrivant les principaux diocèses du début du XIVe siècle. Dans ce dernier ouvrage, comme dans celui dans lequel a été retranscrit un acte signé en 1369 par Charles V, roi de France (lequel rattachait le doyenné, -decanatus en latin- de Cayrac, au diocèse de Cahors), l'on peut lire de terme de decanus ou decani de Cayraco. A noter que dans l'index de ce dernier livre, l'auteur a référencé Cayrac sous le terme de Cayracum (édition de 1736). Un inventaire plus important des termes a été réalisé par P. Burgan ce qui a permis de constater que la première version du Cayrac dans sa graphie moderne a été relevée dans un document daté de 1326. Enfin, sur le sceau de Jean de Peyralade, doyen du prieuré de Cayrac de 1457 à 1473, son titre est libellé sous les vocables (latins) de decani cairiaci,,.
Les linguistes ont essentiellement travaillé sur la forme la plus ancienne du nom. Selon J.-P. Durand, l'étymologie de Cayrac (première hypothèse) viendrait du mot celte « cair » (qui signifie pierre ou rocher) suivi du suffixe « ac » qui était la marque du substantif en langue gauloise. Cela voudrait donc dire « pierreux » et ce terme appliqué à une métairie pourrait être « la pierreuse ». Cette appellation viendrait-elle de la rivière Aveyron connue pour être tapissée de galets jusqu'au début du XXe siècle, ou de l'époque à laquelle les Romains ont empierré la voie de communication nord-sud qui traversait la commune sur son flanc ouest (cf. ci-dessus) ? Ou cela ne pourrait-il pas être tout simplement la marque du grand nombre de galets déposés par les crues de l'Aveyron au cours des millénaires que l'on pouvait encore trouver en nombre jusqu'au début du XXe siècle sur les terres agricoles de la commune, et progressivement retirés par les agriculteurs pour préserver les socs des charrues ? L'origine "lithique" du nom de Cayrac est d'autant plus séduisante qu'à quelques centaines de mètres du "centre historique" de Cayrac, existe encore de nos jours le lieu-dit Gravel (gravier en occitan). Toutefois, le mot cair ou caire a été utilisé par Bertran de Born au XIIe siècle dans un de ses poèmes dans son acception de matériau de construction, de pierre de taille,. Pour certains, ce terme dépasserait alors la notion de caillou pour vouloir signifier maison, ville, château ou site fortifié, ce qui a laissé penser à certains historiens qu'il y aurait pu avoir une construction romaine avant l'établissement de la communauté religieuse au cours du haut Moyen Âge. Cette hypothèse a été émise pour la première fois au XVIIe siècle lorsque l'abbé de Fouilhac s'est rendu sur place. S'agissait-il d'une confusion avec les ruines du prieuré dont les fondations avaient été construites quelque 500 ans après la chute de l'empire romain et qui reprenaient peut-être des méthodes de construction proches, ou bien ce prieuré avait-il été construit sur des restes de bâtiments de l'époque romaine ? Toujours est-il que cet historien du Quercy avait étudié les constructions romaines de Cahors et était en effet persuadé d'être en face de ruines d'un grand édifice d'origine romaine.
Toujours basée sur l'analyse du nom Cairago, la seconde hypothèse à l'origine du nom de la commune est également issue de l'antiquité. A l'époque de l'occupation romaine, les propriétaires terriens les plus importants avaient pour habitude de donner leur nom à leur domaine. Plus précisément, selon G. Rohlfs, les toponymes ayant un suffixe en "ago" (mais aussi en "ano" ou en "ate") auraient très souvent un radical composé d'un nom de personne (anthroponyme). Ainsi le nom de Cayrac pourrait avoir pour origine l'association du nom de Carius ou Carus et du suffixe gallo-romain "acum" voulant signifier "le domaine de",. Très souvent avancée pour expliquer l'origine des toponymes Cayrac (il en existe d'autres dans le Lot et dans l'Aveyron), cette hypothèse ne serait toutefois à ne pas privilégier pour Michel Roblin, en raison de la faible fréquence de l'anthroponyme Carus (ou Carius) à l'époque romaine. En revanche, pour P. Burgan cette hypothèse est, au contraire, à retenir d'autant plus que l'inversion de "ariu" en "airu" est très fréquente lorsque l'on étudie l'évolution des phonèmes dans le temps.
À noter qu'il existe également deux autres hypothèses pour expliquer l'origine du nom de Cayrac. Selon R. Prat, il semblerait que le terme de Cayres ait été utilisé par les quercinois pour désigner les "terres de plaines". Cette hypothèse est également crédible, la planitude de la commune située aux abords de la rivière Aveyron avait été notée par les habitants qui ont laissé Les Plaines comme lieu-dit (probablement traduit sans ambiguïté de l'occitan du terme plana lors de l'entrée en vigueur de l'Ordonnance de Villers-Cotterêts au XVIe siècle). Enfin, P. Burgan rappelle que dans l'Histoire Générale de Languedoc, les auteurs font correspondre le lieu Caderense, mentionné dans le testament de Saint Didier, à Cayrac, mais ce rapprochement ne semble pas avoir été repris dans les ouvrages traitant d'étymologie.

## Histoire

### Préhistoire et antiquité
Les premières traces de peuplement de la commune de Cayrac ont été trouvées au lieu-dit Camp Jouanet lors des fouilles réalisées en 1996 en prévision de la construction de l'autoroute A20. La taille des fragments de silex trouvés montre la présence d'une industrie lithique. Ces galets silex ont été déposés par des crues de l'Aveyron. La datation de cette activité a été difficile, de par l'absence d'autres objets tels des foyers ou des restes osseux. Les archéologues pensent que l'occupation se situerait entre l'Epipaléolithique (environ -12 000 à -10 000 ans avant notre ère) et le Mésolithique moyen (-8 030 à -6 900 ans avant notre ère).
Ces fouilles archéologiques du chantier de construction de l'autoroute A20, ont également permis de mettre au jour cinq tombes dites à incinération sur la commune de Cayrac au lieu-dit Les Plaines,. Ces tombes faisaient partie du même complexe funéraire que celles trouvées dans les mêmes circonstances sur la commune de voisine de Réalville au Camp d'Alba. Ces tombes contenaient des vases funéraires (plus exactement des urnes cinéraires en céramique) contenant les cendres des morts. Une des tombes trouvées présentait deux urnes cinéraires qui étaient accompagnées d'un mobilier (deux épées à antenne, des fourreaux, deux couteaux, une fibule, une trousse de toilette et une quarantaine de céramiques) permettant de dater ces tombes de l'âge du fer et plus précisément du 3e quart du VIe siècle av. J.-C.. Dans une des tombes (la n° 136), a été extrait un bassin de bronze dont le décor s'inspirait de ceux produits par les étrusques depuis le VIIIe siècle av. J.-C. mais serait tout de même issu d'une production locale. Le débat sur le rang social des morts reste ouvert entre les préhistoriens.
Dès le XIXe siècle, l'occupation du territoire communal au cours de l'antiquité était connue à travers de nombreux objets retrouvés sur la commune, tels que des "cubes de mosaïques" au lieu-dit Hauterive,, suggérant que des habitants aisés et influencés par le mode architectural et décoratif des villas romaines avaient élu domicile sur la commune. Au XXe siècle, des objets de l'époque antique tels des fonds de lampe à huile en terre cuite ou encore une applique de bronze de 5 cm de hauteur représentant un griffon ont été signalés, sans qu'une datation précise n'ait été avancée. Plus récemment, des fouilles archéologiques préventives menées en 2023 sur des parcelles destinées à la constructions de maisons individuelles et situées entre le bourg et la départementale D820, ont été menées à l'emplacement de 2 fosses et d'un puits ; elles ont permis de trouver des morceaux de céramiques que les archéologues ont pu dater de la période située entre le Ier et IIe siècle après J.C..
Durant l'antiquité, le territoire correspondant aujourd'hui au Lot et au nord du Tarn et Garonne était peuplé par les Cadurques dont la capitale était Divona ou Bibona, l'actuelle ville de Cahors. Les limites précises de ce territoire ne sont pas clairement établies mais les historiens estiment qu'il correspondrait plus ou moins au diocèse médiéval de Cahors (dont faisait partie Cayrac), le Tarn constituant très probablement la frontière sud.
Il est plus facile de se représenter le style de vie des habitants du territoire de l'actuelle commune de Cayrac quand on se rappelle que se situait à moins de 2 km, la station routière de Cosa sur la rive gauche de l'Aveyron, à l'extrémité ouest de la commune d'Albias et plus précisément sur le tracé de la route de Tolosa (Toulouse) à Bibona. Il s'agissait d'une ville (avec des rues, un temple et éventuellement un théâtre ou un cirque, surface estimée 28 hectares) qui constituait pour les voyageurs une halte offrant hébergement, restauration, relais pour les attelages et autres réparations (forgerons, charrons…). Son impact sur le secteur en terme administratif et/ou économique devait être d'importance puisqu'elle figurait sur la carte antique dite Table de Peutinger qui recensait les principales villes de l'empire romain. Les pièces de monnaie retrouvées sur le site jusqu'à présent, permettent d'estimer une période d'occupation allant du Ier siècle avant J.C. au IVe siècle de notre ère.

### Le prieuré bénédictin de Cayrac (période Ancien Régime)
Du Moyen Âge à la Révolution française, l'histoire de la commune est intimement liée à celle du prieuré bénédictin. La présence d'une communauté monastique sur un territoire est une chance pour les historiens car la communauté est souvent source d'une abondante documentation.
Le premier texte faisant référence à ce prieuré date de 961. Il aurait été fondé à la suite d'une importante donation de terres du comte Géraud d'Aurillac dit saint Géraud d'Aurillac ou d'un membre de sa famille. Son emprise territoriale semble avoir été importante durant le Moyen Âge. En revanche, la taille de la communauté religieuse est restée modeste puisque le nombre de chanoines semble être compris entre 6 (en 1612) et 8 (plus le doyen),.
Des pierres sculptées trouvées à proximité de l'actuelle église ou dans ses soubassements, suggèrent qu'il était situé aux alentours de l'actuel bourg de Cayrac. L'hypothèse d'un village entourant les bâtiments du monastère et lui-même ceint d'un fossé en eau, a été avancée. Ce fossé aurait pu atteindre jusqu'à quinze mètres de large, en forme de demi-cercle et connecté à l'Aveyron à chacune de ses deux extrémités. Selon l'abbé Pottier "...quelques fossés de l'ancienne enceinte fortifiée..." étaient encore visibles en 1865. Quelques traces de fossés restent visibles dans la partie sud du bourg à l'intérieur d'une propriété privée. Les récentes fouilles archéologiques menées en 2023 indiquent que les bâtiments agricoles avec silos, foyers et même un four (bâtiments en torchis, structures portantes du toit sur poteaux et toit de chaume ou assimilé, ceinturés de fossés pour les protéger des animaux), datés des XIe et XIIe siècles, étaient situés en dehors de cette enceinte les premières décennies après la fondation du prieuré. En revanche, pour les archéologues, cette fouille nous indique que celle-ci a induit une modification de la distribution de l'habitat dans cette partie de la commune.
Cette abbaye dépendait de celle bénédictine Saint-Pierre d'Aurillac que le comte Géraud d'Aurillac avait fondée en 898 (elle prendra le nom de Saint-Géraud d'Aurillac un peu plus tard). Le premier vicomte de Toulouse, Benoit, neveu de saint Géraud ne semblait pas exercer d’autorité sur les terres dépendant du monastère de Cayrac.
Tout au long du XVIe siècle, les guerres de Religion eurent un effet déterminant sur le monastère de Cayrac. Le Quercy était alors directement concerné par les combats entre catholiques et protestants. Le premier pillage que le monastère subit de la part des protestants eut lieu dès 1561. En 1568, les protestants qui s'étaient établis dans Réalville qu'ils avaient fortifiée, lançaient des actions de force sur les paroisses voisines, dont le monastère de Cayrac. Finalement, las de ce harcèlement, le chapitre de Cayrac s'exila en 1573, d'abord à Lalbenque, puis officiellement à Castelnau-Montratier le 20 août 1617, en présence de l’évêque de Cahors, où il demeura jusqu'à la Révolution. Ce sera la fin de plus de six siècles d'une vie monastique à Cayrac. Toutefois, le chapitre installé à Castelnau-Montratier a continué à percevoir les revenus produits par le domaine qui y était rattaché dont l'actuel territoire de la commune de Cayrac. En 1790, le revenu était de 10 000 livres. Le dernier soubresaut du monastère, déjà abandonné de ses moines, intervient en 1575, lors de la campagne du vicomte de Turenne, Henri de la Tour d'Auvergne, venu en aide à la ville de Montauban occupée par les troupes catholiques de l'évêque de Montauban. Les soldats de l'évêque qui avaient fortifié le monastère en vue de protéger les accès à Montauban, se trouvèrent assiégés par les troupes du vicomte commandées par le capitaine Bernard du Valada, nommé par le vicomte gouverneur de Réalville après sa chute. Dotées d'une artillerie, elles détruisirent totalement le monastère de Cayrac qui ne fut jamais reconstruit.
À la fin du XVIIIe siècle, la paroisse Saint-Pierre de Cayrac était toujours rattachée à l’évêché de Cahors bien qu'elle fasse partie de la généralité de Montauban (élection de Montauban, l’élection est une subdivision administrative de la généralité). Aussi à la création des départements français en 1790, la commune de Cayrac, a été naturellement rattachée au département du Lot (préfecture Cahors). Jusqu'en 1802, Cayrac faisait partie du canton de Réalville (qui n'était composé que de ces deux communes, celle de Saint-Vincent n'existant pas encore car son territoire faisait partie intégrante de Réalville). Celle-ci perdit cette année-là son titre de chef-lieu de canton lors de leur rattachement au canton de Caussade. À la création du département de Tarn-et-Garonne au 1er janvier 1809, la commune de Cayrac y est intégrée.

### Période moderne
Fin XIXe siècle, début XXe siècle, l'armée française avait l’habitude de réaliser de régulières grandes manœuvres afin d'exercice pour les troupes mais aussi de communication auprès du grand public notamment. Les manœuvres de septembre 1907 concernèrent de nombreux corps d'armée (les 2e, 5e, 6e, 14e et 20e) et de nombreuses régions françaises. La commune de Cayrac contribua pour celles du 17e corps d’armée (état-major Toulouse) qui se sont déroulées du 4 au 6 septembre 1907. Elle accueillit (avec Réalville, siège de son état-major) le cantonnement de la 65e brigade d’infanterie. En effet, le nord du département de Tarn et Garonne avait été investi par la 33e division d’infanterie, les principales actions militaires ayant essentiellement eu lieu sur les hauteurs de Mirabel, Réalville et Saint-Vincent, l'objectif de l'exercice étant de barrer l’accès à Montauban via le pont d’Albias.
Un des grands événements du XXe siècle qui marqua la commune fut l'inondation des 2 et 3 mars 1930 de la rivière Aveyron. Elle toucha les plaines du Tarn et de l'Aveyron et plus largement la moitié sud de la France en raison de précipitations record. La plupart des bâtiments construits en briques de terre sèche n'ont pas résisté à une exposition prolongée à une telle quantité d'eau et à de tels débits. En effet, selon l'article paru dans la Revue de géographie alpine, la montée des eaux fut très brutale et violente. À titre d'exemple, à Montricoux (village situé à environ 15 km en amont de Cayrac Bourg), la hauteur de la rivière passa de 2 mètres à 17 heures le 2 mars, à plus de 11 mètres à 10h30 le 3/03. Selon ce même article, la voie de chemin de fer Paris-Montauban a été mise hors service "par excavation de son remblai" et inondée sur 3 km, ce qui correspond à la portion traversant le territoire de la commune de Cayrac. En revanche, les bâtiments de briques cuites ont, quant à eux, bien résisté et la commune compte encore de belles maisons de maître du XVIIIe siècle, telle que celle de Bellerive ou celle de Hauterive. Un vaste plan de reconstruction, piloté par les autorités nationales, a été mené dans les années suivantes, introduisant des styles architecturaux nouveaux dans la commune. Un recensement signale plus de 14 bâtiments reconstruits au début des années 1930 (tous usages confondus) bien que ce nombre semble sous-estimé. Ils se répartissent sur les deux tiers environ de la surface de la commune.

### Histoire économique
De par sa proximité, l'histoire et l'industrie de la commune de Cayrac sont étroitement liées à la rivière Aveyron (voir la partie géographie ci-dessus). En 1781, Louis Martin de Bellerive propriétaire et vivant au château du même nom, situé à quelques dizaines de mètres de là, fait construire le moulin de Bellerive sur la rive droite de l'Aveyron. Il sera en activité jusqu'en 1909, année durant laquelle la chaussée permettant de rehausser le niveau de l'eau en vue d'alimenter les turbines, a cédé. Il était doté de 8 meules et construit de briques caractéristiques du pays et d'un soubassement en pierre. À partir de 1909, le moulin se dégrada progressivement. Une première campagne de restauration menée durant la seconde moitié des années 1980 avait commencé par retirer les huisseries et le toit. À la suite d'une malversation financière, les travaux restèrent inachevés et si le moulin était doté d'une nouvelle charpente, il ne disposait pas d'une couverture. La mise hors d'eau du bâtiment n'étant pas faite, le processus de dégradation du bâtiment s’accéléra. Il a enfin pu être complètement restauré par un particulier en 2011 pour servir d'habitation.
La principale activité économique de la commune réside dans l'agriculture. Selon L. Orue, Cayrac serait la première commune de la région à introduire ("récemment" en 1941) la culture du cornichon, probablement dans les années 30. Ils étaient envoyés à une conserverie à Montauban pour conditionnement et exportation principalement vers l'Angleterre. En termes d'industrie, en dehors de l'activité minotière et de l'agriculture, certains lieux-dits comme La Teulière et la mention d'une briqueterie sur un plan de 1808, laisse penser qu'une industrie de tuilerie/briqueterie a existé sur la commune au tournant du XVIIIe siècle et du XIXe siècle. La proximité du lieu-dit La Teulière et de l'ancien port fluvial peut laisser penser qu'une partie de la production pouvait être exportée hors de la commune par voie fluviale. Par ailleurs, la mémoire collective se souvient de l'existence d'une activité de dragage de l'Aveyron en vue d'en extraire sables et graviers. Les barges métalliques et autres matériels, plus utilisés à cette époque, étaient encore visibles au début des années 1980.

## Politique et administration
| Période                                  | Période        | Identité          | Étiquette | Qualité                     |
| ---------------------------------------- | -------------- | ----------------- | --------- | --------------------------- |
|                                          | mars 1798      | Pierre MOMÉJA     |           | Agent Municipal             |
| avril 1798                               | août 1800      | Pierre CARCUAC    |           | Agent Municipal             |
| septembre 1800                           | 1808           | Pierre GAULÉJAC   |           | Maire                       |
| novembre 1811                            | juin 1816      | Pierre MOMMÉJA    |           | Maire                       |
| juin 1816                                | juillet 1830   | Jacob MOMMÉJA     |           | Maire                       |
| 1830                                     | 1838           | Pierre OLIER      |           | Maire                       |
| décembre 1838                            | 1848           | Jacob MOMMÉJA     |           | Maire                       |
| 1848                                     | 1857           | Pierre MOMMÉJA    |           | Maire                       |
| 1857                                     | décembre 1863  | Jean CARCUAC      |           | Maire                       |
| janvier 1864                             | septembre 1870 | Pierre SOULIÉ     |           | Maire                       |
| septembre 1870                           | janvier 1874   | Pierre PORTAL     |           | Maire Provisoire puis maire |
| février 1874                             | 1876           | Jean MARTY        |           | Maire                       |
| décembre 1876                            | janvier 1878   | Pierre GABEUS     |           | Maire                       |
| février 1878                             | <avril 1878    | Pierre PORTAL     |           | Maire                       |
| 1878                                     | décembre 1880  | Ferdinand MAURICE |           | Maire                       |
| janvier 1881                             | 1884           | Pierre GAUTIÉ     |           | Maire                       |
| 1884                                     | 1892           | Jean RASCOUAILLE  |           | Maire                       |
| 1892                                     | 1913           | Fernand REY       |           | Maire                       |
| 1913                                     | 1919           | Pierre PORTAL     |           | Maire                       |
| 1919                                     | 1935           | David CRUZEL      |           | Maire                       |
| 1935                                     | 1953           | Jean COUSTEILS    |           | Maire                       |
| 1953                                     | 1965           | Alfred BOURDES    |           | Maire                       |
| 1965                                     | 1969           | Marcel FORT       |           | Maire                       |
| 1969                                     | 1971           | Louis GARRIGUES   |           | Maire                       |
| 1971                                     | 1995           | Georges DEJEAN    |           | Maire                       |
| mars 1995                                | 2014           | Alain SOULIÉ      |           | Maire                       |
| mars 2014                                | En cours       | Jacques COUSTEILS |           | Maire                       |
| Les données manquantes sont à compléter. |                |                   |           |                             |

Note : À partir de mars 1806, Pierre CARCUAC en tant qu'adjoint au maire a assuré les fonctions de maire en absence du maire Pierre GAULÉJAC, pour cause de maladie.
À partir de fin avril 1837, Pierre CARCUAC en tant qu'adjoint au maire a assuré les fonctions de maire en absence du maire Pierre OLIER, puis Jacob MOMMÉJA a pris le relais pour toute l'année 1838 en tant qu'adjoint au maire également.

## Démographie
L'évolution du nombre d'habitants est connue à travers les recensements de la population effectués dans la commune depuis 1793. Pour les communes de moins de 10 000 habitants, une enquête de recensement portant sur toute la population est réalisée tous les cinq ans, les populations de référence des années intermédiaires étant quant à elles estimées par interpolation ou extrapolation. Pour la commune, le premier recensement exhaustif entrant dans le cadre du nouveau dispositif a été réalisé en 2004.

En 2022, la commune comptait 562 habitants, en évolution de +2,55 % par rapport à 2016 (Tarn-et-Garonne : +3,12 %, France hors Mayotte : +2,11 %).
| 1793 | 1800 | 1806 | 1821 | 1831 | 1836 | 1841 | 1846 | 1851 |
| ---- | ---- | ---- | ---- | ---- | ---- | ---- | ---- | ---- |
| 320  | 404  | 509  | 339  | 355  | 341  | 356  | 353  | 342  |

| 1856 | 1861 | 1866 | 1872 | 1876 | 1881 | 1886 | 1891 | 1896 |
| ---- | ---- | ---- | ---- | ---- | ---- | ---- | ---- | ---- |
| 322  | 311  | 291  | 264  | 276  | 296  | 290  | 269  | 265  |

| 1901 | 1906 | 1911 | 1921 | 1926 | 1931 | 1936 | 1946 | 1954 |
| ---- | ---- | ---- | ---- | ---- | ---- | ---- | ---- | ---- |
| 269  | 265  | 245  | 206  | 210  | 216  | 212  | 229  | 239  |

| 1962 | 1968 | 1975 | 1982 | 1990 | 1999 | 2004 | 2006 | 2009 |
| ---- | ---- | ---- | ---- | ---- | ---- | ---- | ---- | ---- |
| 263  | 301  | 289  | 313  | 340  | 366  | 416  | 444  | 494  |

| 2014 | 2019 | 2022 | - | - | - | - | - | - |
| ---- | ---- | ---- | - | - | - | - | - | - |
| 545  | 555  | 562  | - | - | - | - | - | - |

Sous l'Ancien Régime, quelques chiffres de démographie nous sont parvenus. Le nombre de feux (foyers) dans la paroisse de Cayrac étaient estimés à 40 en 1713, sans que l'on connaisse le nombre moyen de personnes par foyer. Selon l'abbé Galabert, les familles les plus riches du village voisin de Réalville (ce dénombrement n'a pas été fait sur l'ensemble des familles), avaient en moyenne 6 enfants par mariage (entre 1670 et 1769). Il semblerait que les familles protestantes soient moins fécondes, ce qui est important lorsque l'on sait que la communauté protestante représentait 39 % de la population de Cayrac (cf. paragraphe Lieux et Monuments). Au XVIIe siècle, la fécondité en Bas Quercy était la plus faible de France avec une estimation de 4,32 enfants par famille, ce qui suggère une population inférieure à 200 personnes sur la paroisse de Cayrac en 1713. Pour la même période, de 1705 à 1761, l'abbé Galabert indique que la population de Cayrac a cru de 358 personnes sans que l'on sache s'il s'agit du solde naturel ou plus vraisemblablement du nombre de baptêmes. En effet, les dénombrements suivants réalisés par les curés des paroisses étaient plus précis que l'estimation de 1713, avec un nombre de personnes vivant dans la paroisse de Cayrac estimé à seulement 188 et 289, respectivement en 1771 et 1785. Malgré leur modestie, ces nombres représentent tout de même une augmentation de la population de près de 54 % en 14 ans. Cette croissance, très importante, est à mettre en parallèle avec celle des communautés rurales de l'élection de Montauban, estimée à 15 % en moyenne pour cette période (1771 - 1785) accompagnée d'une diminution des populations des villes de cette élection (Bruniquel, Caussade, Caylus, Lafrançaise, Moissac, Montauban, Montclar, Montpezat, Nègrepelisse, Puylaroque et Réalville). La question demeure de savoir s'il s'agit d'un réel déclin des villes ou d'un problème de recensement (qui semble bien réel notamment en ce qui concerne la population de Montauban, clairement sous-estimée selon l'auteur de cette étude).

## Économie

### Revenus
En 2018, la commune compte 211 ménages fiscaux, regroupant 567 personnes. La médiane du revenu disponible par unité de consommation est de 20 320 € (20 140 € dans le département).

### Emploi
|                | 2008  | 2013   | 2018   |
| -------------- | ----- | ------ | ------ |
| Commune        | 9,2 % | 9,3 %  | 7,8 %  |
| Département    | 8,4 % | 10,2 % | 10,3 % |
| France entière | 8,3 % | 10 %   | 10 %   |

En 2018, la population âgée de 15 à 64 ans s'élève à 345 personnes, parmi lesquelles on compte 78,4 % d'actifs (70,6 % ayant un emploi et 7,8 % de chômeurs) et 21,6 % d'inactifs,. En  2018, le taux de chômage communal (au sens du recensement) des 15-64 ans est inférieur à celui de la France et du département, alors qu'en 2008 la situation était inverse.
La commune fait partie de la couronne de l'aire d'attraction de Montauban, du fait qu'au moins 15 % des actifs travaillent dans le pôle,. Elle compte 72 emplois en 2018, contre 76 en 2013 et 94 en 2008. Le nombre d'actifs ayant un emploi résidant dans la commune est de 248, soit un indicateur de concentration d'emploi de 29,1 % et un taux d'activité parmi les 15 ans ou plus de 60,7 %.
Sur ces 248 actifs de 15 ans ou plus ayant un emploi, 29 travaillent dans la commune, soit 12 % des habitants. Pour se rendre au travail, 89,6 % des habitants utilisent un véhicule personnel ou de fonction à quatre roues, 1,2 % les transports en commun, 4 % s'y rendent en deux-roues, à vélo ou à pied et 5,2 % n'ont pas besoin de transport (travail au domicile).

### Activités hors agriculture
30 établissements sont implantés  à Cayrac au 31 décembre 2019.
Le secteur du commerce de gros et de détail, des transports, de l'hébergement et de la restauration est prépondérant sur la commune puisqu'il représente 30 % du nombre total d'établissements de la commune (9 sur les 30 entreprises implantées  à Cayrac), contre 29,7 % au niveau départemental.

### Agriculture
|               | 1988 | 2000 | 2010 | 2020 |
| ------------- | ---- | ---- | ---- | ---- |
| Exploitations | 28   | 20   | 11   | 7    |
| SAU (ha)      | 437  | 523  | 627  | 278  |

La commune est dans les « Vallées et Terrasses », une petite région agricole occupant le centre et une bande d'est en ouest  du département de Tarn-et-Garonne. En 2020, l'orientation technico-économique de l'agriculture  sur la commune est l'exploitation de grandes cultures (hors céréales et oléoprotéagineuses). Sept exploitations agricoles ayant leur siège dans la commune sont dénombrées lors du recensement agricole de 2020 (28 en 1988). La superficie agricole utilisée est de 278 ha,,.

## Culture locale et patrimoine

### Église Saint-Pierre de Cayrac

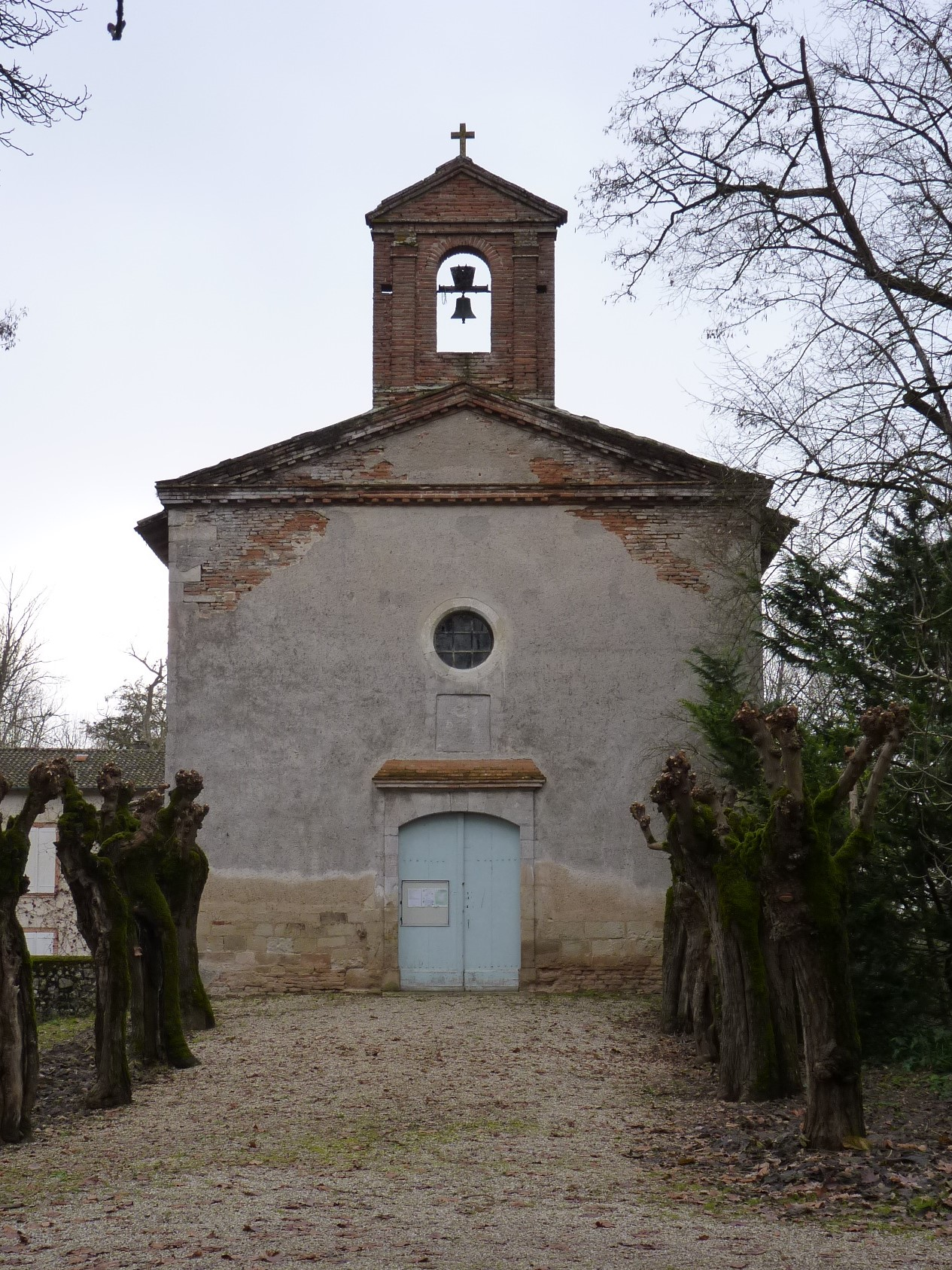
Église Saint Pierre - Saint Paul à Cayrac

Comme l'indique l'inscription en latin gravée sur une plaque scellée au-dessus de son portail, l'actuelle église Saint-Pierre - Saint-Paul a été consacrée en août 1702 grâce au soutien de François-Gaspard Legendre de Lormoy, l'intendant de la généralité de Montauban, nommé à ce poste le 8 novembre 1699. Il avait comme mission du roi (Louis XIV) de réduire l'influence de ce que l'on appelait à l'époque l'Église Prétendue Réformée (les protestants) dans la région, au profit de l'Église catholique (l'édit de Nantes avait été révoqué quelques années auparavant, en 1685). Il s'agissait alors de faire venir des prédicateurs ou comme à Cayrac, de restaurer ou construire des églises. Pour celle de Cayrac, l'intendant Legendre avait obtenu en septembre 1700, un don du roi de 2000 livres (tournois),,,.
Elle succède à une première église Saint Pierre - Saint Géraud faisant partie de l'abbaye bénédictine établie au Moyen Âge. La dédicace de cette première église à Saint Géraud est, chronologiquement, la première connue des historiens puisqu'elle est attestée seulement 52 ans après son décès (Géraud, comte d'Aurillac est décédé en 909). Par la suite, beaucoup d'autres églises seront dédiées à Saint Géraud, notamment dans le diocèse de Toulouse.
Dans la première moitié du XIXe siècle, quelques documents suggèrent qu'elle fut utilisée pour le culte protestant, favorisé par une décoration intérieure très dépouillée et par la présence d'une très importante communauté protestante sur le territoire de la commune. En effet, en 1891, la part de la communauté protestante habitant la commune de Cayrac était encore estimée à 39 % (précisément 105 sur 272 personnes), proportion bien plus importante que celle recensée sur la commune voisine de Réalville qui comptait le même nombre de  personnes se réclamant de la religion protestante pour une population totale trois fois plus grande (106 protestants pour 838 habitants soit 12 % de la population). Au XXe siècle, l'église connut un relatif abandon avant d'être réinvestie dans les années 1990 pour le culte catholique. Depuis, elle accueille une messe annuelle ainsi que de nombreux mariages.
L'église est essentiellement construite de briques roses (cuites) caractéristiques du pays toulousain mais certaines pierres utilisées essentiellement dans le soubassement (la zone est inondable car l'église est située à proximité de la rivière Aveyron) sont sculptées, ce qui suggère qu'elles auraient été récupérées des ruines de l'abbaye fondée au Moyen Âge. L'église se situerait plus ou moins à l'emplacement des bâtiments de cet ancien monastère. Il est à noter qu'à la différence de la plupart des églises ayant leur cœur plutôt orienté vers l'est, celle de Cayrac a son cœur orienté au sud - ouest).

## Us et coutumes
La commune de Cayrac n'échappe pas aux légendes et traditions. En effet, il a été reporté que la fontaine de Saint Quentin, située entre l'actuelle chapelle de Cayrac et les rives de l'Aveyron avait des propriétés guérissantes. La position de cette source est clairement figurée sur le cadastre dit Napoléonien. Selon les croyances populaires, ces vertus ne s'exprimaient toutefois que de la Saint Jean à la Saint Quentin ce qui correspondrait à la période estivale (24 juin - 31 octobre).

### Ils ont habité la commune

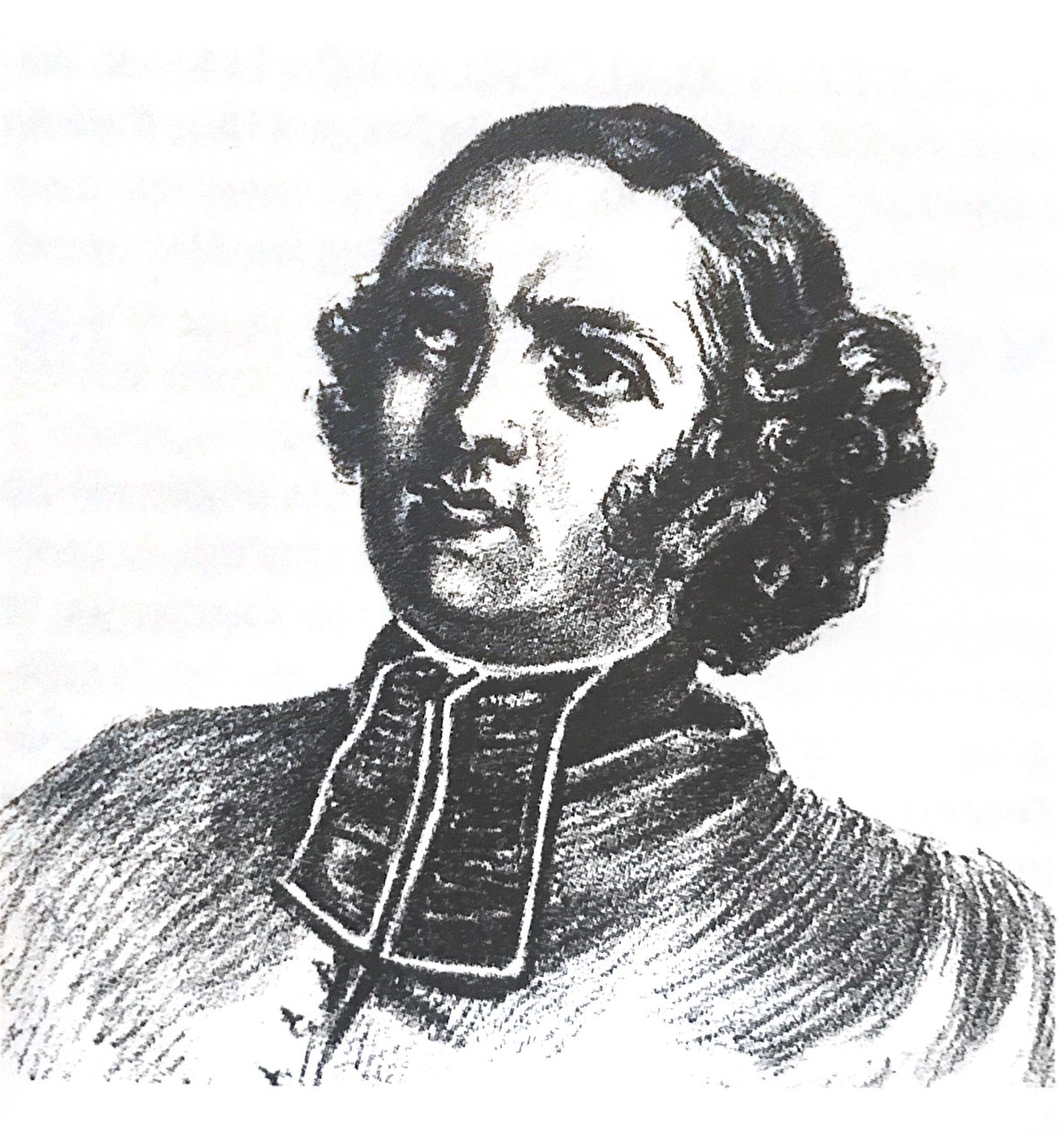
Abbé Joseph Genon dit Abbé Marcellin (Montauban 1806 - Cayrac 1888).

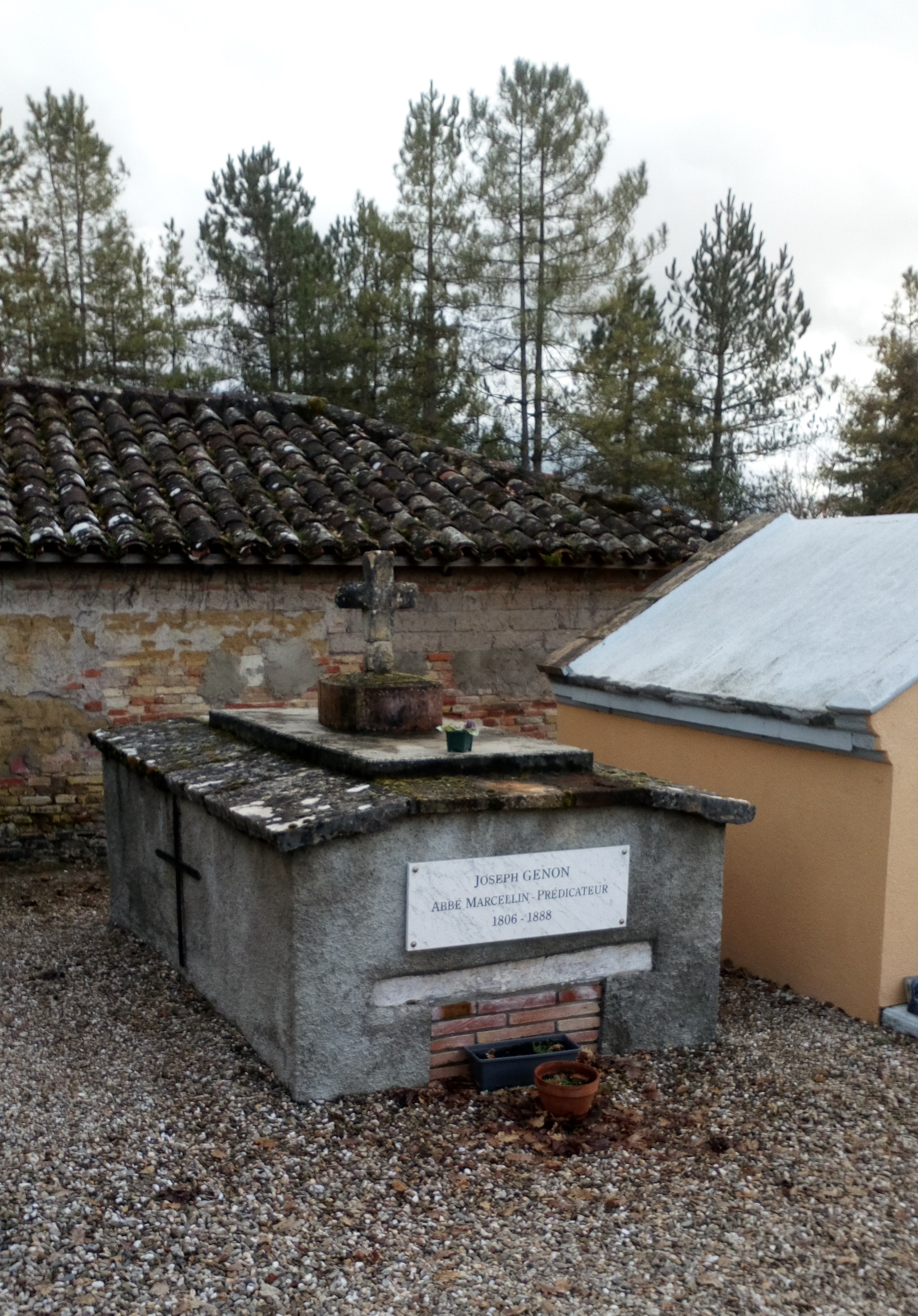
Tombe de l'Abbe Joseph GENON dit Abbé Marcellin (Montauban, 1806 - Cayrac, 1888) au cimetière de Saint Martin de Lastours (commune de Réalville, Tarn et Garonne)

Abbé Joseph Genondit Abbé Marcellin : né le 20 mai 1806 à Montauban, prêtre ordonné en 1829 dans cette même ville, il est connu pour ses activités d'historien, philosophe et romancier tarn-et-garonnais. En 1879, il s'était retiré ("depuis peu" selon Emile Pouvillon) chez M. Garisson à Cayrac,, plus précisément à Hauterive où E. Pouvillon venait régulièrement le visiter. Il a donc passé au moins les 10 dernières années de sa vie dans cette maison où il est décédé à l'âge de 82 ans, le 19 novembre 1888. Ses talents oratoires de prédicateur l'avaient rendu célèbre dans toute la France et les personnes connues du moment venaient l'écouter tels que Victor Hugo, Alphonse de Lamartine ou Adolphe Thiers dans les paroisses de Saint-Eustache ou Saint-Roch à Paris. Auparavant, il était passé par les plus grandes villes de France (Lyon, Lille, Aix, Marseille, Toulon, Chartres, Evreux, Sens mais aussi à l'étranger telles que Anvers, Bruxelles, Londres). Il a été nommé prédicateur officiel de la cour du roi Louis-Philippe et partageait la table dominicale du roi et de la reine Amélie qui appréciaient sa compagnie. Il était membre de l’Académie de Montauban qui porta différentes appellations dont celles, en seconde moitié du XIXe siècle, de Académie des sciences, belles lettres et arts de Tarn et Garonne ou encore Académie des sciences, agriculture et belles lettres de Tarn et Garonne. Il était reconnu pour ses connaissances en histoire et en archéologie ; il avait notamment réédité et commenté lHistoire de la ville de Montauban (1668) du chanoine Henry Le Bret,. Il était ami avec un autre montalbanais, Jacques-Michel Daure, secrétaire personnel du prince de Talleyrand alors ambassadeur de France en Angleterre. L'abbé avait été son exécuteur testamentaire, à la suite du suicide de Daure, le 19 novembre 1834 dans le château de Penne par amour pour la duchesse de Dino, épouse du neveu de Talleyrand. La vie de l'abbé Marcellin et J.M. Daure inspirera le romancier et grand reporter René Mauriès qui seront, en 2001, les personnages principaux de son dernier roman posthume "Le maître de mes secrets".
Il reste peu de choses de l'abondante production littéraire de l'abbé Marcellin. Tous les témoignages concordent, de Alphonse Géraldy (le curé de Réalville qui l’a assisté jusqu’à la fin, et qui a déclaré son décès à la mairie de Cayrac) à E. Pouvillon, tous confirment que l'abbé Marcellin avait brûlé tous ces manuscrits, à l'exception de 9 sonnets en langue occitane, une "pièce" et éventuellement un de ces derniers sermons,,. Il a été inhumé au cimetière de Saint Martin de Lastours (commune de Réalville) où sa tombe est toujours visible et entretenue.
Jean de Peyralade : Il fut un des nombreux doyens du doyenné (prieuré) de Cayrac (de 1435 à 1473). Il est l'auteur d'une traduction en langue occitane de "Voyage au purgatoire de Saint Patrice".

### Ils sont passés par la commune
Richard Cœur de Lion, duc d'Aquitaine : selon l'abbé Galabert, des confrères de l'Académie de Montauban (MM. Devals, Boscus et Saint-Yves) auraient identifié des vers des poésies (les sirventes) du troubadour Bertran de Born (vers 1140, vers 1215), vicomte de Hautefort (entre Périgord et Limousin) qui indiquent que Richard Cœur de Lion aurait occupé le monastère de Cayrac lors de sa conquête fulgurante du Quercy en 1188. Le ravage du Quercy était dû à la rébellion du comte de Toulouse Raymond V contre son suzerain, Richard duc d'Aquitaine, profitant du conflit qui l'opposait à son père Henri II Plantagenêt, roi d'Angleterre, au sujet de la succession de ce dernier. L'absence de citation des sources dans l'article de Devals et al., ne permet pas de savoir si Richard était effectivement présent avec son armée à Cayrac. Toujours est-il que Bertran de Born connaissait bien Richard pour l'avoir combattu au côté du frère ainé de Richard (Henri le Jeune) puis s'être comporté en loyal vassal de Richard après la mort de Henri.
Les communautés religieuses devaient hospitalité aux prélats (archevêques, évêques ou archidiacres) en visite dans leur juridiction (on parle de procuration). Hormis les abbés d'Aurillac qui sont probablement tous passés par le prieuré de Cayrac tant que celui fut rattaché à cette abbaye, le prieuré de Cayrac ne faisait pas exception à cette règle, et il est fort probable que de forts illustres ou importants personnages soient passés par le monastère. Ainsi, par ce biais, certaines visites nous sont aujourd'hui connues. En voici quelques-unes :
Simon de Beaulieu, archevêque de Bourges et Primat d'Aquitaine. Il passa la nuit du lundi 22 au mardi 23 avril 1285 au prieuré de Cayrac,,. Cette visite s'expliquait par le fait que l'évêché de Cahors auquel était rattaché le prieuré de Cayrac dépendait alors de l’archevêché de Bourges.
Raymond V, comte de Toulouse : il s'agit d'une des visites les plus importantes en ce prieuré. Elle eut lieu le vendredi 6 février 1176, en présence de l’évêque de Cahors,. Le déplacement du comte visait à recevoir en paréage (partage des droits seigneuriaux sur un territoire) de l'abbé d'Aurillac, la ville de Cayrac et les terres dépendant du prieuré, à condition que Raymond V en garantisse la sécurité et le conserve dans ses domaines.
Le fait que la commune de Cayrac soit placée sur une des principales voies de communication du royaume, et ce, depuis l'antiquité, laisse penser que d'illustres personnages ont utilisé la voie romaine puis la route nationale dans leurs déplacements.
C'est le cas de la cour du roi de France Philippe le Bel lors de son voyage en Languedoc de décembre 1303 à février 1304. Le roi était accompagné de  son épouse la reine de France et de Navarre Jeanne 1re de Navarre et des enfants royaux, les futurs rois de France, Louis X le Hutin, Philippe V le Long, Charles IV le Bel, ainsi qu'Isabelle de France (future reine d'Angleterre) et Robert de France (décédé en 1308). Leur présence est attestée le 21 décembre 1303 à Cahors et le 22 à Montauban. Le roi voulait arriver à Toulouse avant Noël. La vitesse à laquelle la Cour a parcouru les 56 km  qui séparent ces deux villes, à une période de l'année où la durée du jour est la plus courte (moins de 8 heures) et avec des charriots pour le transports de la reine et des bagages, suggère que la cour a dû prendre la voie romaine, la plus carrossable du secteur donc la plus rapide et a ainsi longé Cayrac.

## Pour approfondir